# Yaylacılar, Fındıklı
Yaylacılar là một xã thuộc huyện Fındıklı, tỉnh Rize, Thổ Nhĩ Kỳ. Dân số thời điểm năm 2010 là 137 người.